# Arbejdet kalder
Arbejdet kalder er en dansk film fra 1941 instrueret af Bjarne Henning-Jensen efter eget manuskript.

## Handling
Tekst mangler, hjælp os med at skrive teksten